# The No Jacket Required World Tour
The No Jacket Required World Tour fue una gira de conciertos realizada por el cantante y compositor británico Phil Collins, que tuvo lugar entre febrero y julio de 1985, promocionando a su tercer álbum No Jacket Required. El disco logró ser un éxito internacional y la gira concluyó con Collins, cuando interpretó "Against All Odds (Take a Look at Me Now)" por primera vez en ambos conciertos del Live Aid, Filadelfia y Londres, el 13 de julio de 1985.
Hubo un especial de televisión grabado en Dallas y transmitido por HBO, titulado No Jacket Required... Sold Out. La emisión fue lanzada como un VHS en 1985 con material de archivo extendido y cambió el título a Phil Collins: No Ticket Required e incluyó escenas de "Droned", que sustituyó a "You Know What I Mean" en algunos conciertos de U.S..
Otro programa especial de televisión fue grabada para Cinemax para un espectáculo titulado Album Flash, grabado en Londres, Inglaterra en el Royal Albert Hall. Finalmente fue incluida en la Finally... First Farewell Tour ... de 2004 en un DVD filmado en París.

## Lista de canciones
- "I Don't Care Anymore"
- "Only You Know And I Know"
- "I Cannot Believe It's True"
- "This Must Be Love"
- "Against All Odds"
- "Inside Out"
- "Who Said I Would"
- "If Leaving Me Is Easy"
- "Sussudio"
- "Against All Odds
- "Behind The Lines"
- "Don't Lose My Number"
- "The West Side"
- "One More Night"
- "In the Air Tonight"
- "Like China"
- "You Can't Hurry Love"
- "It Don't Matter To Me"
- "Hand In Hand"
- "Take Me Home"
- "People Get Ready"
- "It's All Right"
- "And So To F..."
- "You Know What I Mean"
- "Doesn't Anybody Stay Together Anymore"

## Fecha de conciertos
| Fecha                        | Ciudad             | País           | Estadio                                 |        |
| Europa                       | Europa             | Europa         | Europa                                  |        |
| ---------------------------- | ------------------ | -------------- | --------------------------------------- | ------ |
| 11 de febrero de 1985        | Nottingham         | Reino Unido    | Royal Theatre                           |        |
| 12 de febrero de 1985        | Mánchester         | Reino Unido    | Manchester Apollo                       |        |
| 13 de febrero de 1985        | Glasgow            | Reino Unido    |                                         | Apollo |
| 15 de febrero de 1985        | Newcastle          | Reino Unido    | Newcastle City Hall                     |        |
| 16 de febrero de 1985        | Sheffield          | Reino Unido    | Sheffield City Hall                     |        |
| 17 de febrero de 1985        | Londres            | Reino Unido    | Royal Albert Hall                       |        |
| 18 de febrero de 1985        | Londres            | Reino Unido    | Royal Albert Hall                       |        |
| 19 de febrero de 1985        | Londres            | Reino Unido    | Royal Albert Hall                       |        |
| 20 de febrero de 1985        | Londres            | Reino Unido    | Royal Albert Hall                       |        |
| 21 de febrero de 1985        | Londres            | Reino Unido    | Royal Albert Hall                       |        |
| 22 de febrero de 1985        | Londres            | Reino Unido    | Royal Albert Hall                       |        |
| 23 de febrero de 1985        | Birmingham         | Reino Unido    | NEC                                     |        |
| 25 de febrero de 1985        | Düsseldorf         | Alemania       | Philipshalle                            |        |
| 26 de febrero de 1985        | Bruselas           | Bélgica        | Forest National                         |        |
| 27 de febrero de 1985        | Róterdam           | Países Bajos   | Ahoy                                    |        |
| 1 de marzo de 1985           | Gotemburgo         | Suecia         | Scandinavium                            |        |
| 2 de marzo de 1985           | Estocolmo          | Suecia         | Isstadion                               |        |
| 3 de marzo de 1985           | Copenhague         | Dinamarca      | Valbyhallen                             |        |
| 4 de marzo de 1985           | Weißenthurm        | Alemania       | Festhalle                               |        |
| 6 de marzo de 1985           | París              | Francia        | Palais Omnisports de París-Bercy        |        |
| 7 de marzo de 1985           | Fráncfort del Meno | Alemania       | Festhalle Frankfurt                     |        |
| 8 de marzo de 1985           | Múnich             | Alemania       | Rudy Sedlmayerhalle                     |        |
| 10 de marzo de 1985          | Zúrich             | Suiza          | Hallenstadion                           |        |
| 11 de marzo de 1985          | Stuttgart          | Alemania       | Bobelingen Sportshalle                  |        |
| 13 de marzo de 1985          | Nantes             | Francia        | Beaujoire                               |        |
| 14 de marzo de 1985          | Burdeos            | Francia        | Patinoire Meriadeck                     |        |
| 15 de marzo de 1985          | Toulouse           | Francia        | Palais des Sports                       |        |
| 16 de marzo de 1985          | Lyon               | Francia        | Halle Tony Garnier                      |        |
| 17 de marzo de 1985          | Lausana            | Suiza          | Halle des Fetes Beaujoire               |        |
| Asia y Oceanía               |                    |                |                                         |        |
| 30 de marzo de 1985          | Brisbane           | Australia      | Brisbane Festival Hall                  |        |
| 31 de marzo de 1985          | Brisbane           | Australia      | Brisbane Festival Hall                  |        |
| 3 de abril de 1985           | Sídney             | Australia      | Sídney Opera House                      |        |
| 4 de abril de 1985           | Sídney             | Australia      | Sídney Opera House                      |        |
| 5 de abril de 1985           | Sídney             | Australia      | Sídney Opera House                      |        |
| 6 de abril de 1985           | Sídney             | Australia      | Sídney Opera House                      |        |
| 7 de abril de 1985           | Sídney             | Australia      | Sídney Opera House                      |        |
| 10 de abril de 1985          | Sídney             | Australia      | Entertainment Centre                    |        |
| 11 de abril de 1985          | Sídney             | Australia      | Entertainment Centre                    |        |
| 12 de abril de 1985          | Sídney             | Australia      | Entertainment Centre                    |        |
| 13 de abril de 1985          | Sídney             | Australia      | Entertainment Centre                    |        |
| 14 de abril de 1985          | Sídney             | Australia      | Entertainment Centre                    |        |
| 17 de abril de 1985          | Adelaide           | Australia      | Memorial Drive Park                     |        |
| 20 de abril de 1985          | Perth              | Australia      | Entertainment Centre                    |        |
| 23 de abril de 1985          | Tokio              | Japón          | Budokan                                 |        |
| 25 de abril de 1985          | Fukuoka            | Japón          | Sun Palace                              |        |
| 26 de abril de 1985          | Osaka              | Japón          | Festival Hall                           |        |
| 27 de abril de 1985          | Nagoya             | Japón          | Kokaido                                 |        |
| Norteamérica                 |                    |                |                                         |        |
| 12 de mayo de 1985           | Worcester          | Estados Unidos | The Centrum                             |        |
| 13 de mayo de 1985           | Montreal           | Canadá         | Montreal Forum                          |        |
| 15 de mayo de 1985           | Nueva York         | Estados Unidos | Radio City Music Hall                   |        |
| 16 de mayo de 1985           | Nueva York         | Estados Unidos | Radio City Music Hall                   |        |
| 17 de mayo de 1985           | Nueva York         | Estados Unidos | Radio City Music Hall                   |        |
| 20 de mayo de 1985           | Filadelfia         | Estados Unidos | The Spectrum                            |        |
| 21 de mayo de 1985           | Hampton            | Estados Unidos | Hampton Coliseum                        |        |
| 22 de mayo de 1985           | Greensboro         | Estados Unidos | Greensboro Coliseum                     |        |
| 23 de mayo de 1985           | Atlanta            | Estados Unidos | The Omni                                |        |
| 24 de mayo de 1985           | Birmingham         | Estados Unidos | Birmingham–Jefferson Convention Complex |        |
| 25 de mayo de 1985           | Memphis            | Estados Unidos | Mid-South Coliseum                      |        |
| 26 de mayo de 1985           | Nueva Orleans      | Estados Unidos | Lakefront Arena                         |        |
| 27 de mayo de 1985           | Houston            | Estados Unidos | The Summit                              |        |
| 28 de mayo de 1985           | Houston            | Estados Unidos | The Summit                              |        |
| 29 de mayo de 1985           | Dallas             | Estados Unidos | Reunion Arena                           |        |
| 30 de mayo de 1985           | Austin             | Estados Unidos | Frank Erwin Center                      |        |
| 1 de junio de 1985           | Phoenix            | Estados Unidos | Compton Terrace Amphitheatre            |        |
| 2 de junio de 1985           | Irvine             | Estados Unidos | Irvine Meadows Amphitheatre             |        |
| 3 de junio de 1985           | Irvine             | Estados Unidos | Irvine Meadows Amphitheatre             |        |
| 4 de junio de 1985           | Los Ángeles        | Estados Unidos | Universal Amphitheatre                  |        |
| 5 de junio de 1985           | Los Ángeles        | Estados Unidos | Universal Amphitheatre                  |        |
| 6 de junio de 1985           | Los Ángeles        | Estados Unidos | Universal Amphitheatre                  |        |
| 7 de junio de 1985           | Sacramento         | Estados Unidos | California Exposition & State Fair      |        |
| 8 de junio de 1985           | Sacramento         | Estados Unidos | California Exposition & State Fair      |        |
| 11 de junio de 1985          | Sacramento         | Estados Unidos | California Exposition & State Fair      |        |
| 13 de junio de 1985          | Denver             | Estados Unidos | McNichols Arena                         |        |
| 15 de junio de 1985          | Kansas City        | Estados Unidos | Kemper Arena                            |        |
| 16 de junio de 1985          | St. Louis          | Estados Unidos | Kiel Auditorium                         |        |
| 17 de junio de 1985          | Rosemont           | Estados Unidos | Rosemont Horizon                        |        |
| 18 de junio de 1985          | Hoffman Estates    | Estados Unidos | Poplar Creek Music Theater              |        |
| 19 de junio de 1985          | Lexington          | Estados Unidos | Rupp Arena                              |        |
| 21 de junio de 1985          | Columbia           | Estados Unidos | Merriweather Post Pavilion              |        |
| 22 de junio de 1985          | Hartford           | Estados Unidos | Hartford Civic Center                   |        |
| 23 de junio de 1985          | Saratoga Springs   | Estados Unidos | Performing Arts Center                  |        |
| 25 de junio de 1985          | Richfield          | Estados Unidos | Richfield Coliseum                      |        |
| 26 de junio de 1985          | Richfield          | Estados Unidos | Richfield Coliseum                      |        |
| 27 de junio de 1985          | Clarkston          | Estados Unidos | Pine Knob Music Theatre                 |        |
| 28 de junio de 1985          | Clarkston          | Estados Unidos | Pine Knob Music Theatre                 |        |
| 29 de junio de 1985          | Toronto            | Canadá         | CNE Stadium                             |        |
| 1 de julio de 1985           | Nueva York         | Estados Unidos | Madison Square Garden                   |        |
| 2 de julio de 1985           | Nueva York         | Estados Unidos | Madison Square Garden                   |        |
| 13 de julio de 1985 Live Aid | Londres            | Inglaterra     | Wembley Stadium                         |        |
| 13 de julio de 1985 Live Aid | Filadelfia         | Estados Unidos | JFK Stadium                             |        |

Muestra el Live Aid conciertos que fueron notables para Collins en  Filadelfia y Londres. Bob Geldof, el organizador de Live Aid, originalmente le pidió a Collins si podía formar parte del primer esfuerzo de caridad de Geldof, Band Aid. Collins proporcionaba la batería y cantaba en coros para el éxito de Band Aid de 1984 que fue un número uno en el Reino Unido, de Do They Know It's Christmas?.
Para el Live Aid, Collins  cantó con Sting en el Wembley Stadium. Juntos interpretaron "Roxanne", "Driven to Tears", "Against All Odds", "Message in a Bottle", "In the Air Tonight", "Long Long Way To Go", and "Every Breath You Take". Después de que Collins terminó el concierto, tomó un vuelo del Concorde a Estados Unidos para permitir su actuación en el show de Filadelfia. En el viaje, conoció a Chery a quien convenció para ser parte del evento. Robert Plant había pedido Collins si podría realizar una gira con Jimmy Page y Tony Thompson y él en un "reencuentro" de Led Zeppelin. En el concierto comenzó tocando la batería en "Layla", "White Room" y "She's Waiting" a su amigo Eric Clapton. Más tarde, Collins realizó "Against All Odds" y "In the Air Tonight" y terminó la noche tocando la batería en la mencionada gira de Led Zeppelin.

## Banda
Para la gira, Phil mantuvo su habitual elenco de músicos, incluyendo Chester Thompson, Leland Sklar y Daryl Stuermer. La banda fue apodada como "Club de la bañera".
- Phil Collins: Vocalista, Piano, Batería
- Leland Sklar: Bajo
- Peter Robinson: Teclados
- Daryl Stuermer: Guitarra
- Chester Thompson: Batería
- The Phenix Horns
  - Rahmlee Michael Davis: Trompeta
  - Michael Harris: Trompeta
  - Don Myrick: Saxo
  - Louis Satterfield: Trombón